# Smalsporige heksenboleet
De smalsporige heksenboleet (Suillellus mendax) is een boleet uit de familie Boletaceae. De soort wordt pas sinds 2014 onderscheiden van de Netstelige heksenboleet (Suillellus luridus).

## Kenmerken

### Uiterlijke kenmerken
Hoed
De hoed heeft een diameter van 4–12 cm, is aanvankelijk halfbolvormig tot convex en later vlakker. Het oppervlak is duidelijk fluwelig tot viltig. De hoedkleur is, net als bij de Netstelige heksenboleet, heel variabel. Rode vormen komen frequent voor, maar de hoed kan ook bruin of gelig zijn.
Steel
De steel is 4–12 cm lang en 0,8–3 cm dik, cilindrisch tot iets gezwollen of versmald aan de basis. Het steeloppervlak is niet, zoals bij de Netstelige heksenboleet, geheel bedekt met een net, maar slechts gedeeltelijk. Meestal heeft de soort een rood net aan de bovenste derde tot maximaal de bovenste helft van de steel. Daaronder is de steel fijn vlokkig, soms met rode vlokjes zoals bij de Gewone heksenboleet, soms met vrijwel gelijk gekleurde vlokjes.
Buisjes en poriën
De poriën zijn klein en rond, aanvankelijk helder geel en later levendig scharlakenrood; bij aanraking kleuren ze blauw. Het vlees is bleekgeel, maar verkleurt vrijwel direct indigo-blauw bij doorsnijden. 
Sporenprint
De sporenprint is olijfbruin.

### Microscopische kenmerken
De sporen zijn langwerpig en meten (12,4–) 13,3–14,7 (–15,5) × (4,5–) 4,9–5,5 (–5,7) µm. In het contextweefsel aan de steelbasis treedt een sterke amyloïde reactie op. De sporen zijn gemiddeld slanker en smaller dan bij de Netstelige heksenboleet, met een Q-waarde van 2,4–3,0. Bij de Netstelige heksenboleet is dat 1,9–2,5. 

## Verspreiding
In Nederland komt de smalsporige heksenboleet zeldzaam voor. Buiten Nederland is hij onder meer aangetroffen in Italië, Frankrijk en Cyprus.

## Ecologie
Ectomycorrhiza partner van loofbomen, voornamelijk Eik, maar ook Linde, en wellicht Beuk. Hij wordt regelmatig gevonden, vooral op de wat rijkere kleigronden en in de voedselrijke bossen in de binnenduinrand.

## Foto's

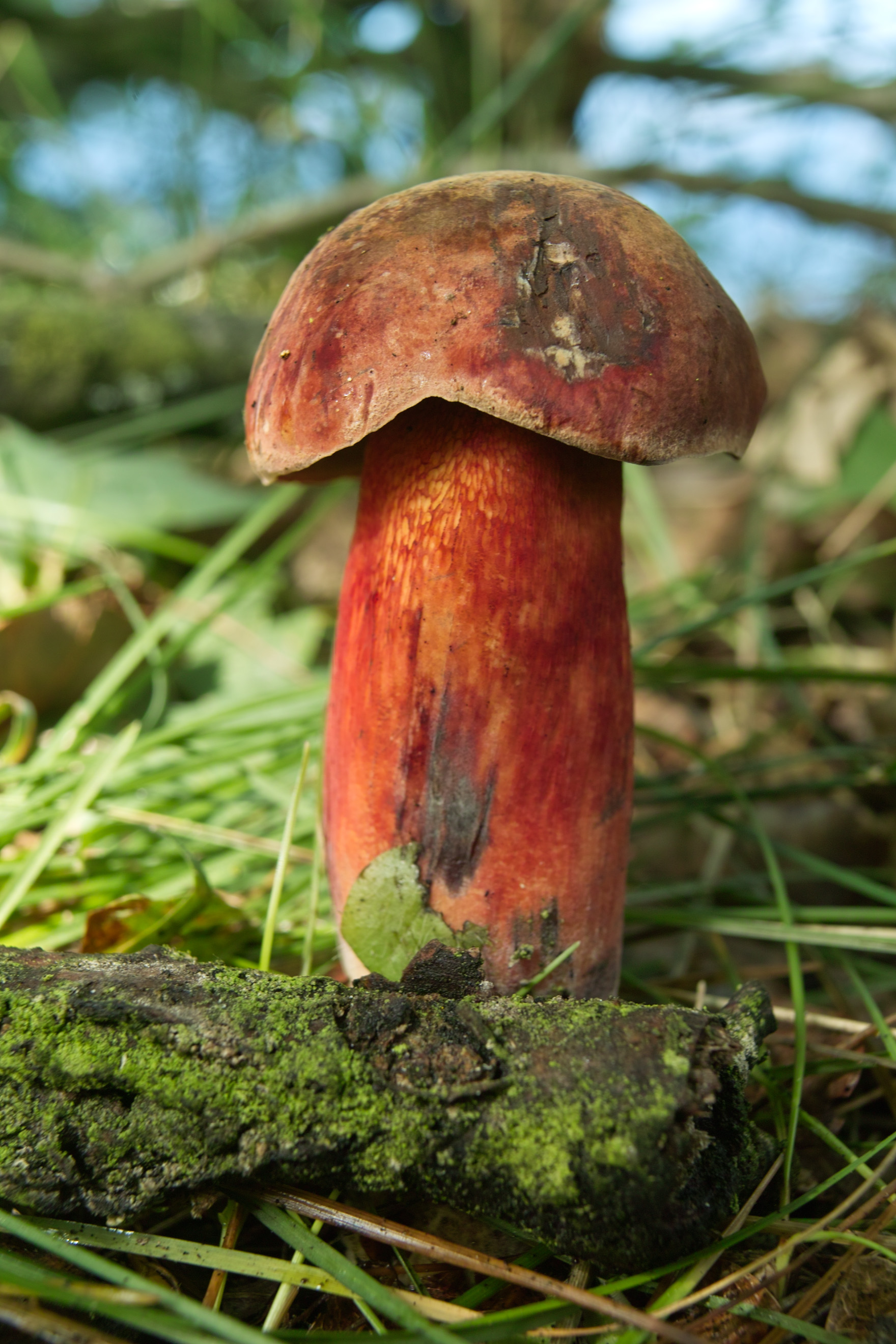
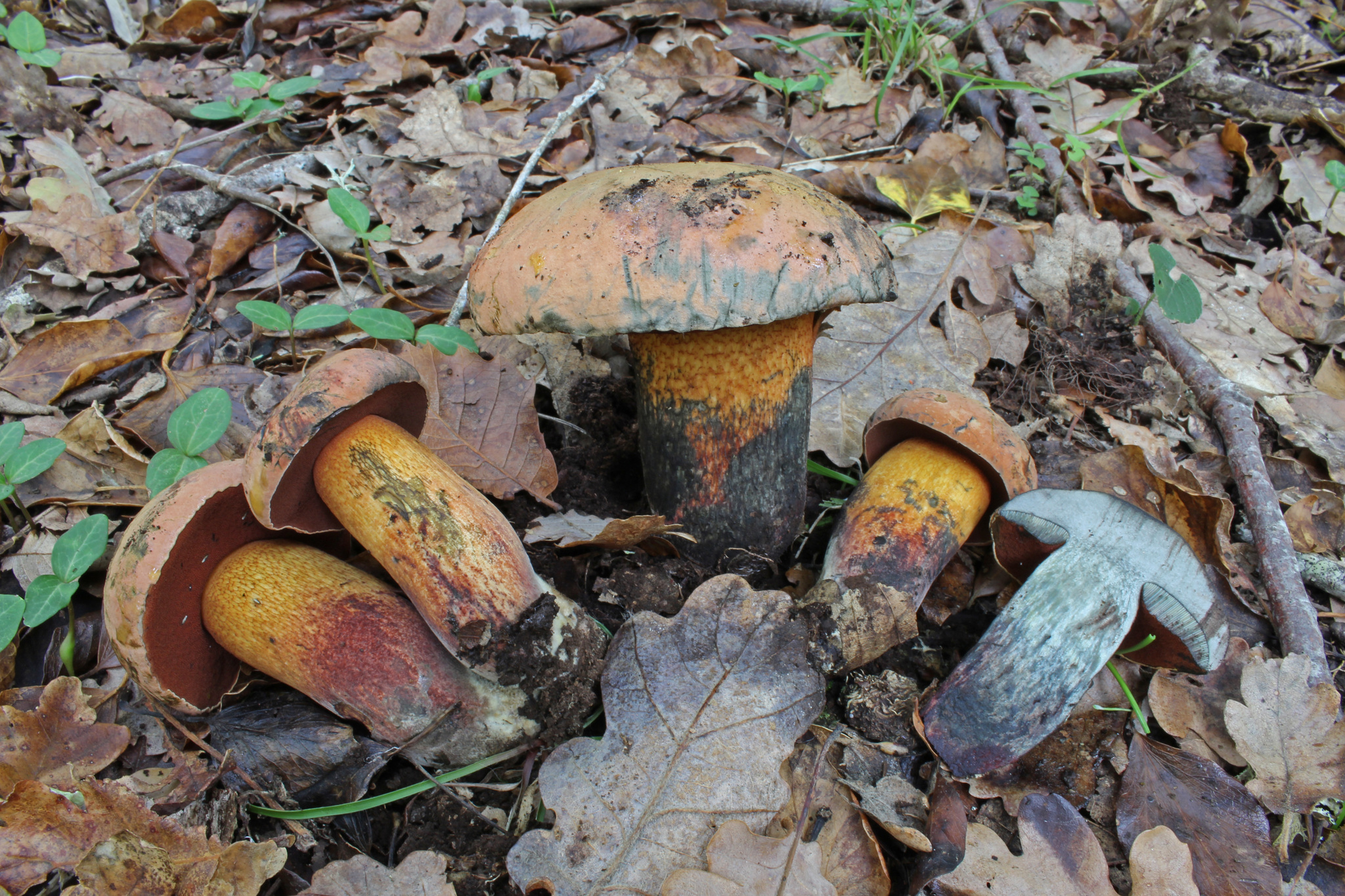
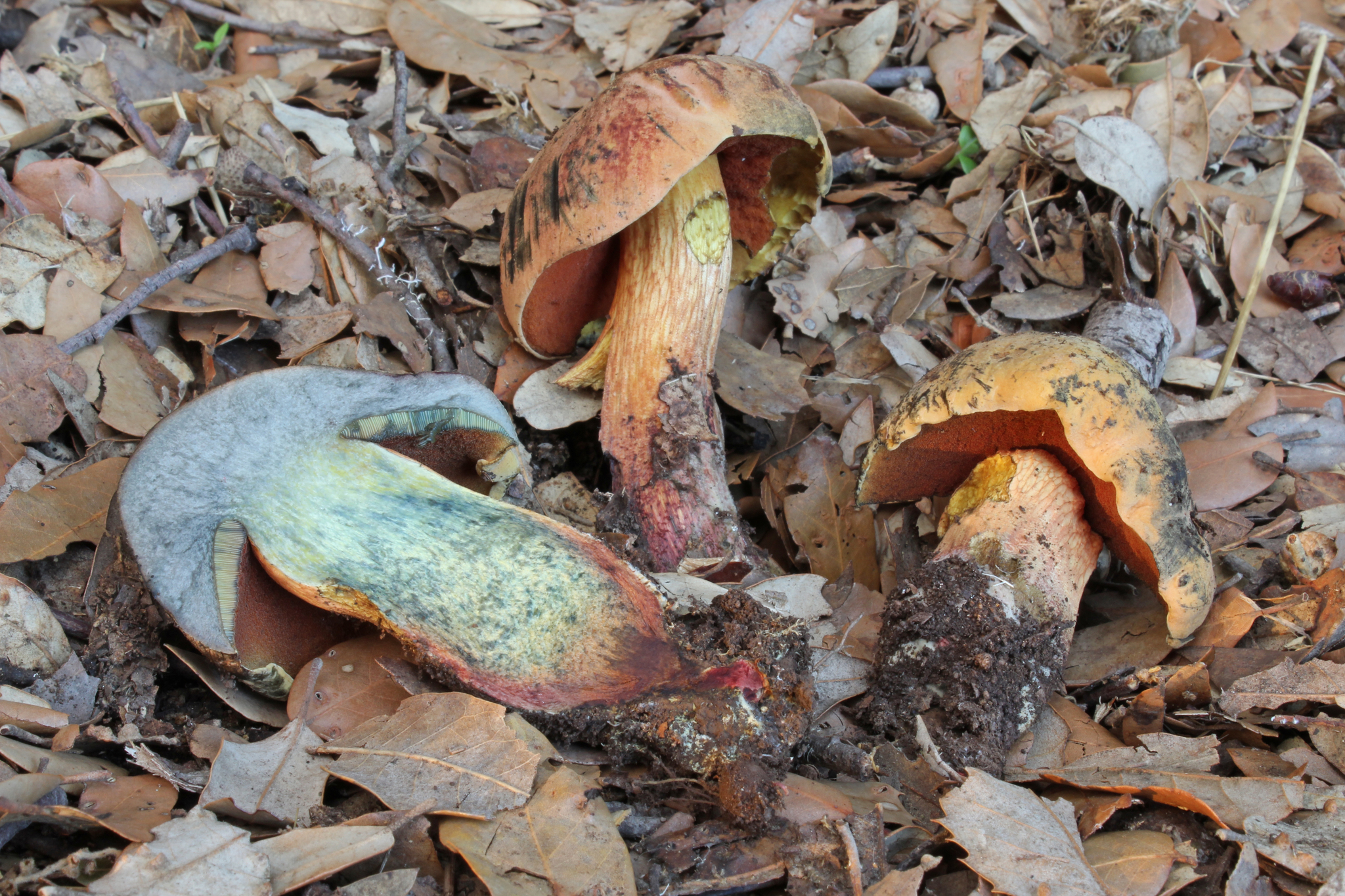
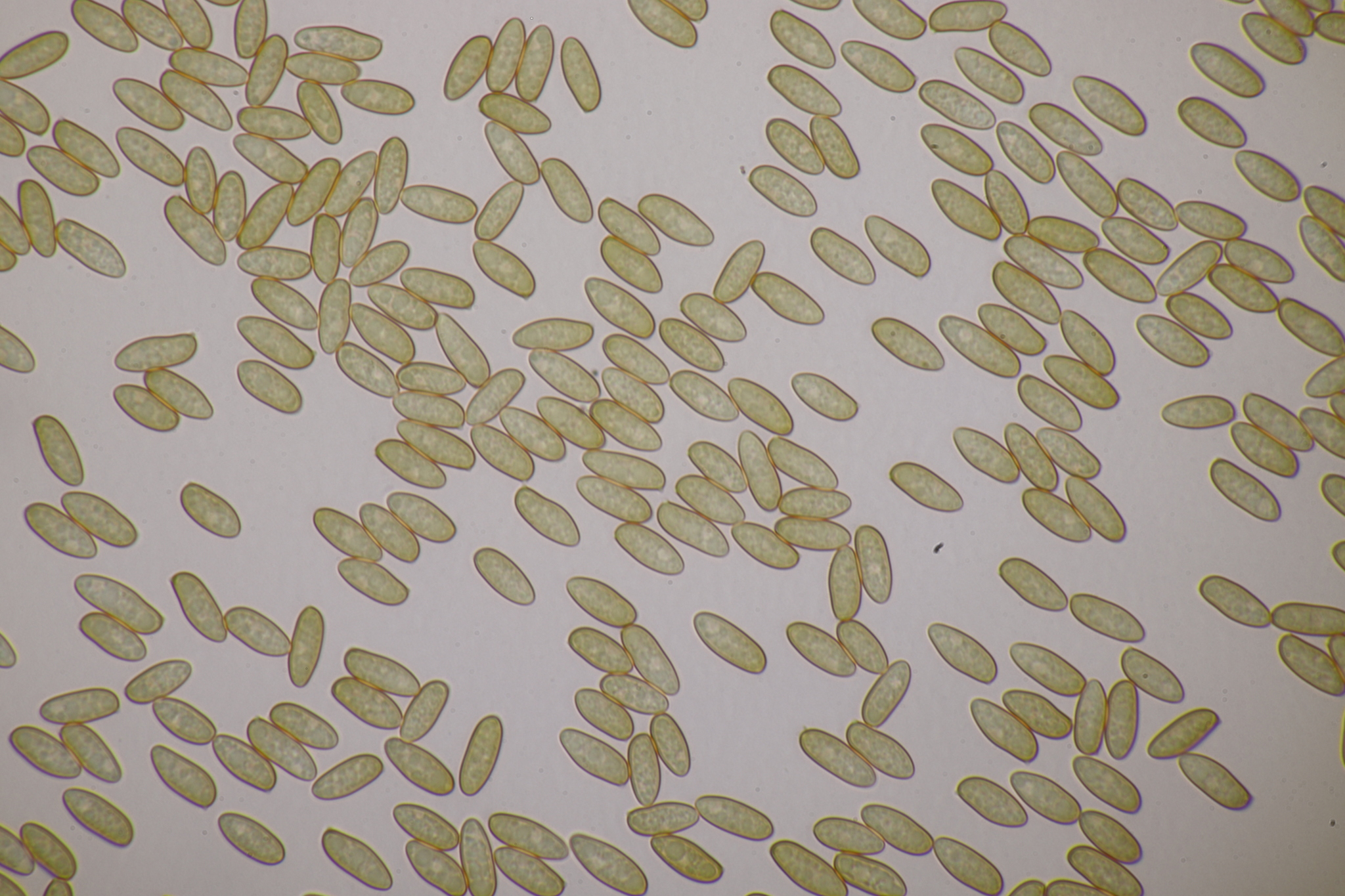
Sporen
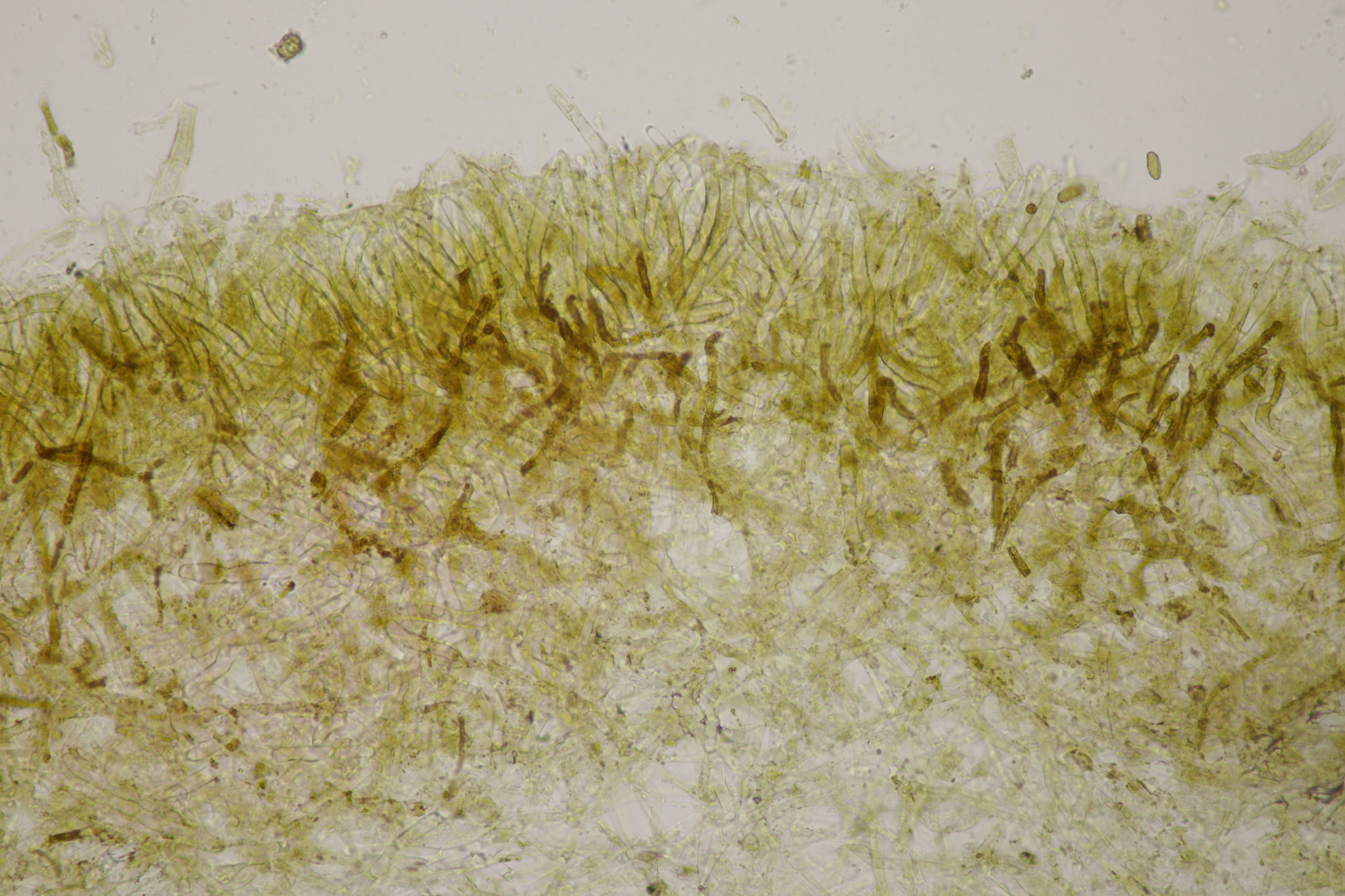
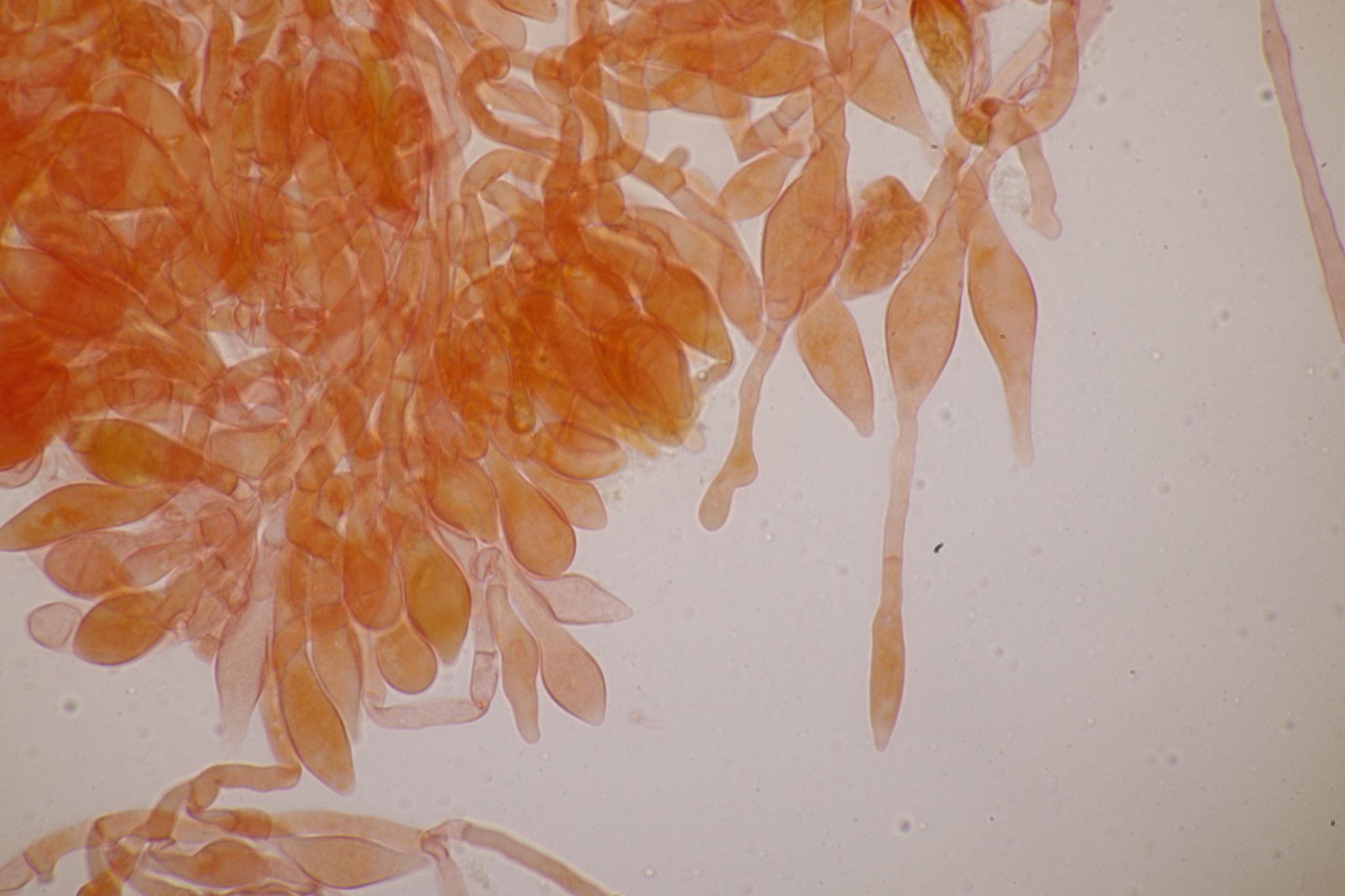
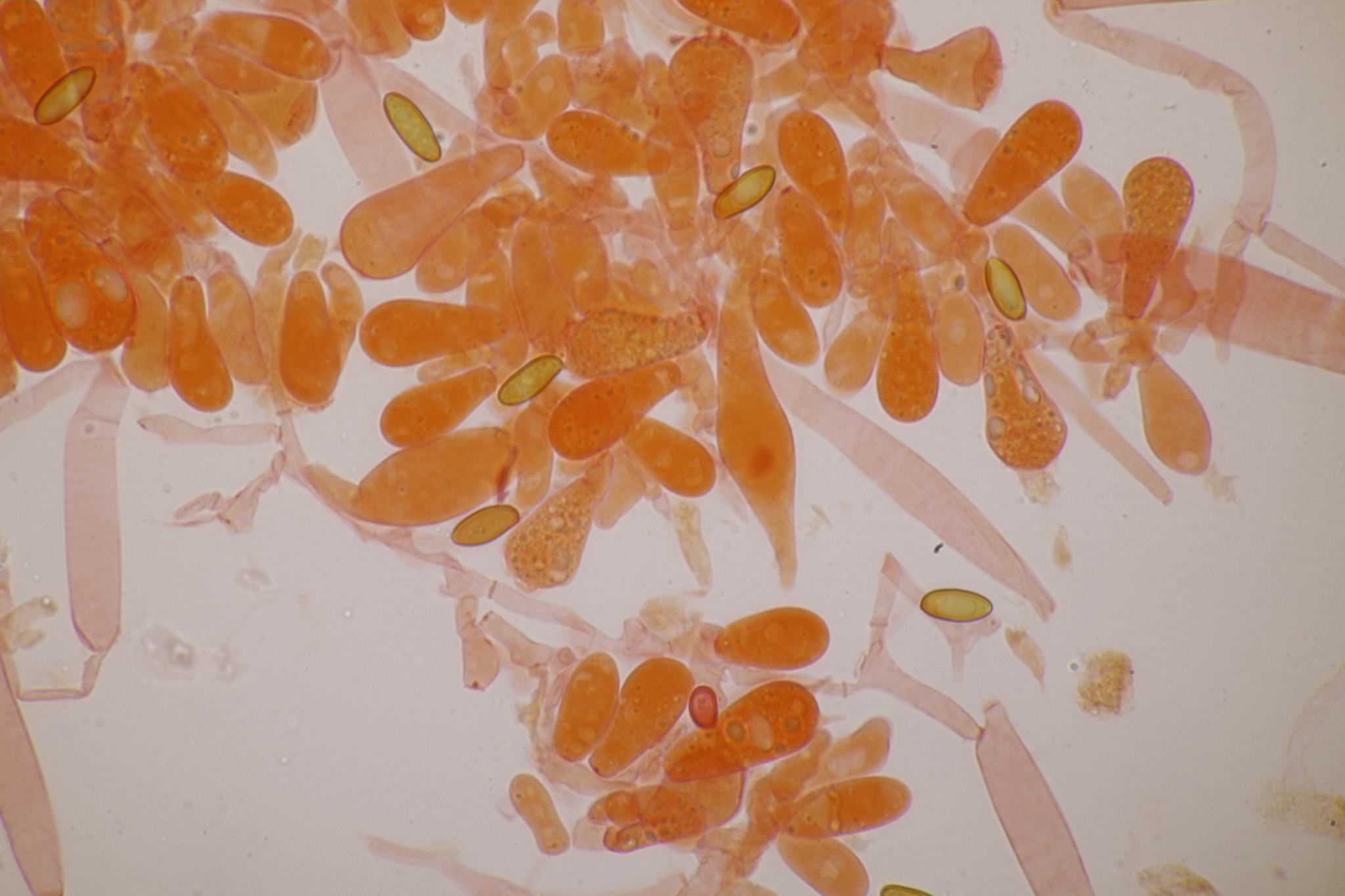